# Lasse Schöne
Lasse Schöne (født 27. maj 1986) er en dansk tidligere fodboldspiller.
Han har spillet på det danske fodboldlandshold. Han scorede i sin landsholdsdebut efter få minutter på banen i en venskabskamp mod Chile 12. august 2009.

## Klubkarriere
Han startede sin karriere i Himmelev-Veddelev BK og rykkede i en alder af 13 til B70 inden turen gik til Lyngby BK. Som ungdomsspiller skiftede Schöne til SC Heerenveen, hvor han også nåede enkelte førsteholdskampe. 

### De Graafschap
I 2006 skiftede han til De Graafschap i den næstbedste hollandske række, og i sin første sæson var han med til at sikre klubben oprykning til Eredivsie. Han spillede i alt to sæsoner i klubben og det blev til 70 kampe og 12 mål.

### NEC Nijmegen
I sommeren 2008 skrev Lasse Schöne kontrakt med NEC Nijmegen. Her blev det til fire sæsoner, og han nåede 107 ligakampe og 24 mål for NEC. Han scorede endvidere målet ude mod Spartak Moskva, der sikrede klubben avancement i UEFA Cuppen i december 2008. 

### Ajax
Den 18. april 2012 blev det offentliggjort, at han skiftede til Ajax fra sommeren 2012. Her spillede han i syv sæsoner, hvor det blev til 201 ligakampe og 49 mål. I februar 2019 blev han den ikke-hollandske spiller, der havde spillet flest kampe for Ajax. 
5. marts 2019 scorede Schöne Ajax' afgørende mål i Champions League-kampen mod Real Madrid i ottendedelsfinalen, der sikrede kvartfinalepladsen for klubben efter en overraskende 4-1-sejr på udebane og samlet 5-3-sejr. Målet blev scoret direkte på frispark fra lang afstand.

### Genoa
Den 3. august 2019 blev det offentliggjort, at han var blevet solgt til den italienske klub Genoa C.F.C. Den første sæson i klubben var fin for Schöne, men i 2020 blev han ikke registreret som del af Genoas trup til Serie A. Han fik dermed ikke spilletid for klubben i efteråret 2020, og i begyndelsen af januar 2021 fik han ophævet kontrakten et halvt år før dens udløb.

## Landshold
Lasse Schöne spillede på de fleste danske ungdomslandshold. Han fik tre kampe på U/16-holdet i 2001, seks kampe på U/17, fire på U/18 og ni kampe på U/21-landsholdet. Debuten på A-landsholdet kom i en venskabskamp mod Chile i 2009, hvor han kom på banen efter 61 minutter og blot to minutter senere udlignede til 1-1. Det blev dog ikke umiddelbart til en stor landsholdskarriere for Schöne, Men han kunne dog alligevel fejre 50 kamps jubilæum, da Danmark 18. november 2019 spillede 0-0 ude mod Irland. Det var på det tidspunkt blevet til tre mål på landsholdet for ham.
Den 12 august 2021 annoncerede Schøne sit landsholdstop.
I løbet af landsholdskarrieren nåede midtbanespilleren at spille 51 kampe med 3 mål til følge, han var også med til to slutrunder - EM i 2012 og VM i 2018.

## Privat
Lasse Schöne har to børn med den hollandsk-frisiske kvinde Marije. Og Lasse Schöne er Nelson Mandela Bangle Ambassadør.